# 格罗阿伊拉斯
格罗阿伊拉斯（葡萄牙語：Groaíras）是巴西塞阿拉州的一个市镇。总面积155.963平方公里，总人口9431人，人口密度60.5人/平方公里。